# Ron Rifkin

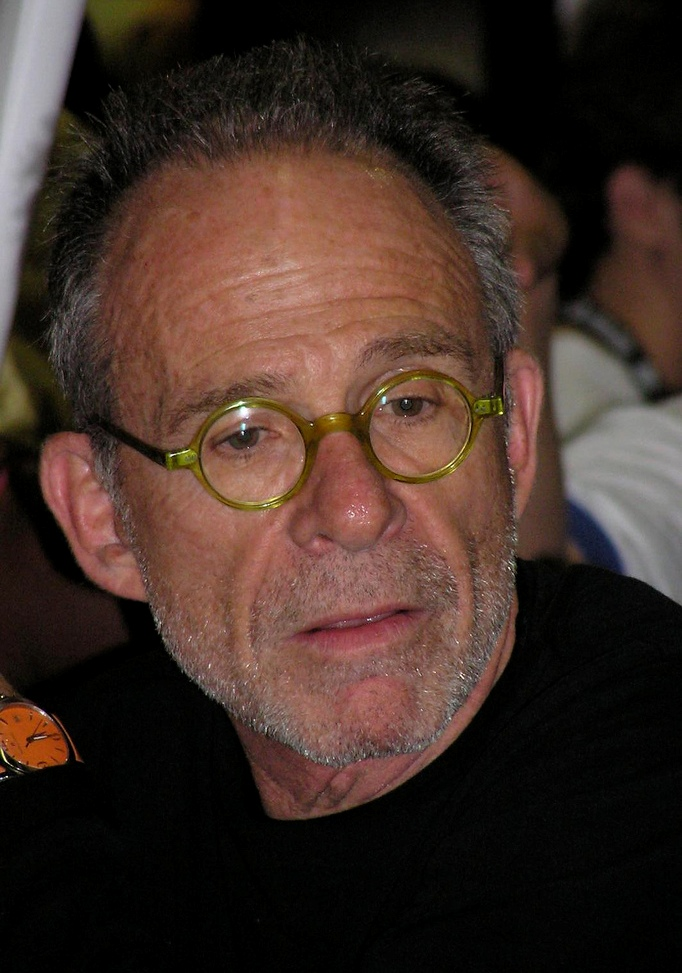
Ron Rifkin, 2004

Ron Rifkin (n. 31 octombrie 1939) este un actor și regizor american, care a apărut în nenumărate emisiuni de televiziune. În 2001, și-a început asocierea cu Touchstone Television, când a jucat rolul fostului director, Arvin Sloane, în Alias, alături de Jennifer Garner. În prezent, joacă rolul unui om de afaceri, Saul Holden, în Brothers & Sisters, alături de Sally Field. A jucat de asemenea și rolul prietenului lui Bonnie Franklin în One Day at a Time.
Fiind originar din Brooklyn, New York, Rifkin s-a bucurat de o lungă și distinsă carieră în filme, pe scenă și în televiziune. Asocierea lui cu scriitorul Jon Robin Baitz a fost foarte fructuoasă. În 1991, pentru performanța din piesa The Substance of Fire a câștigat premiile Obie, Drama Desk, Lucille Lortel și Drama-Logue pentru Cel Mai Bun Actor. În anul următor a jucat în Three Hotels, pentru care a primit nominalizări la premiile Lucille Lortel și Drama Desk. În 1996, a jucat în versiunea filmului Substance; în 2002, a apărut în piesa Ten Unknowns la Teatrul Huntington din Boston; în 2004, a jucat în piesa lui, The Paris Letter la Teatrul Kirk Douglas din Los Angeles; în prezent, apare în serialul Brothers and Sisters, creat de Baitz.
Rifkin a primit în 1998 Premiul Tony pentru Cel Mai Actor dintr-un Rol Principal pentru piesa de pe Broadway numită Cabaret. Rifkin a jucat în numeroase filme, cum ar fi: Silent Running, The Sunshine Boys, The Big Fix, JFK, Soți și soții (1992), Misterul crimei din Manhattan (1993), Wolf, L.A. Confidential, The Negotiator, Boiler Room, Keeping the Faith, The Majestic, Dragonfly, The Sum of All Fears și Pulse.
În televiziune, Rifkin a apărut în foarte multe filme și mini-seriale, având roluri în The Rockford Files', One Day at a Time, The Trials of Rosie O'Neill și Alias. A apărut de asemenea în câteva seriale, printre care Sex and the City, ER, Law and Order, A Nero Wolfe Mystery, Falcon Crest, Soap, Hill Street Blues și The Outer Limits, pentru care a primit nominalizarea la premiul CableACE.
Rifkin este cititorul a multor cărți audio, printre care și The Giver de Lois Lowry (1993), Sang Spell de Phyllis Reynolds Naylor (1998) și Milkweed de Jerry Spinelli (1993).

## Filmografie
- Soți și soții (1992)
- Misterul crimei din Manhattan (1993)